# All-Star Game da NBA de 1951
O All-Star Game da NBA de 1951 foi um jogo de basquete disputado em 2 de março de 1951 no Boston Garden, casa do Boston Celtics. O jogo foi a primeira edição do All-Star Game da National Basketball Association (NBA) e foi disputado durante a temporada de 1950-51.
A ideia de realizar um jogo de estrelas foi concebida durante uma reunião entre o presidente da NBA, Maurice Podoloff, o diretor de publicidade da NBA, Haskell Cohen, e o proprietário do Boston Celtics, Walter A. Brown. Para recuperar a atenção do público à liga, Cohen sugeriu a liga para sediar um jogo de exibição com os melhores jogadores da liga, semelhante ao All-Star Game da Major League Baseball. Embora a maioria das pessoas, incluindo Podoloff, fosse pessimista sobre a ideia, Brown permaneceu confiante de que seria um sucesso. Ele até se ofereceu para sediar o jogo e cobrir todas as despesas ou possíveis perdas incorridas no jogo. A equipe da Conferência Leste derrotou a Conferência Oeste por 111–94. Ed Macauley, dos Celtics, foi nomeado o primeiro vencedor do Prêmio de MVP do All-Star Game. O jogo se tornou um sucesso, atraindo um público de 10.094, muito mais alta que a média de 3.500 da temporada.

## Elenco

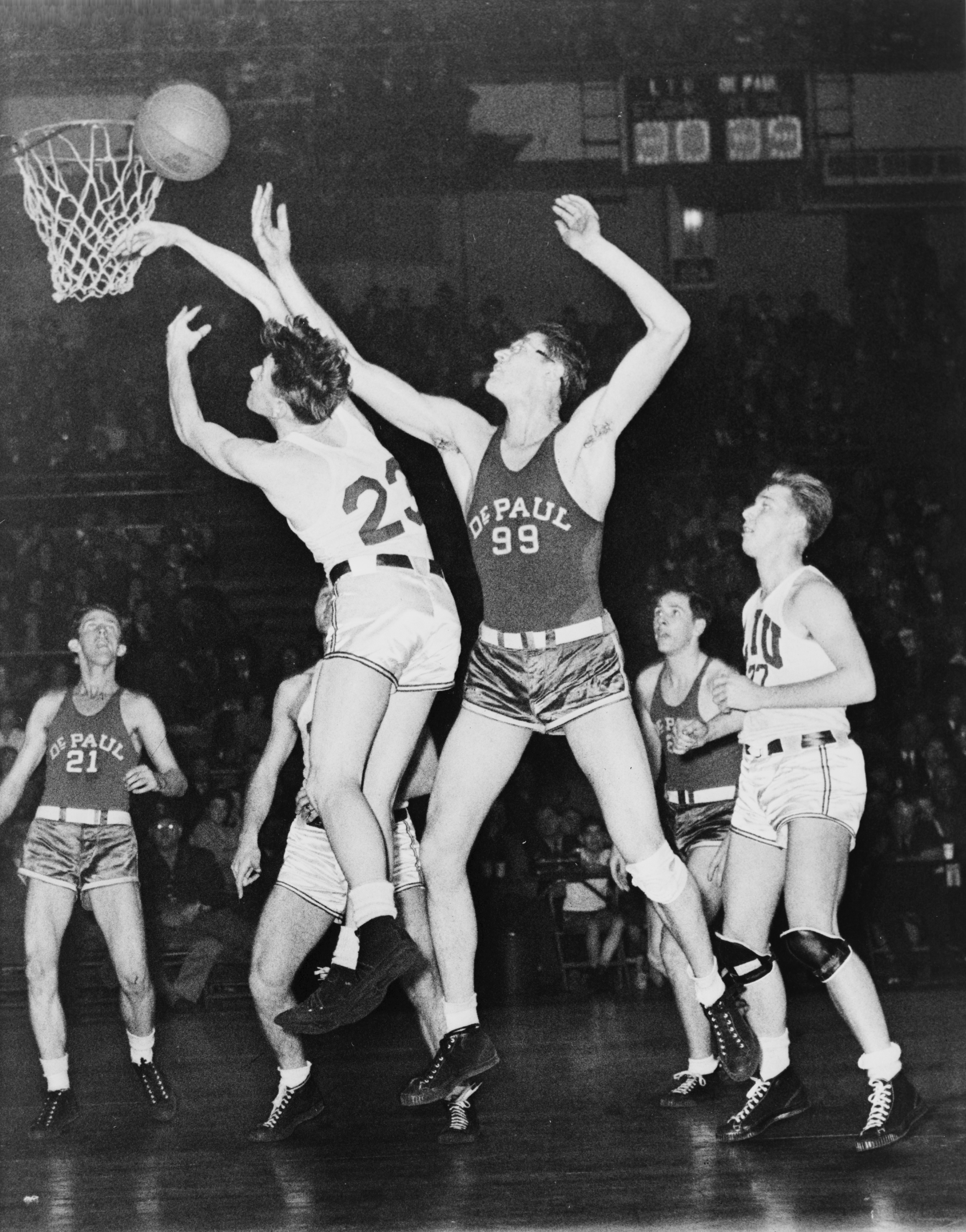
George Mikan (#99) foi selecionado para a Equipe Oeste.

Os jogadores do All-Star Game foram escolhidos por escritores esportivos em várias cidades. Eles não tiveram permissão para selecionar jogadores de suas próprias cidades. Os jogadores foram selecionados sem levar em consideração a posição. Em 13 de fevereiro, a equipe foi anunciada pelo presidente da NBA, Maurice Podoloff. Dez jogadores de cada divisão foram selecionados para representar a Conferência Leste e Conferência Oeste no All-Star Game. Vince Boryla, Ed Macauley, Dick McGuire e Dolph Schayes foram seleções unânimes para a Equipe Leste. Frank Brian, Ralph Beard, Bob Davies, Alex Groza, George Mikan, Vern Mikkelsen e Fred Schaus foram seleções unânimes para a Equipe Oeste. As equipes incluíram três novatos que foram selecionado no draft de 1950: Paul Arizin, Bob Cousy e Larry Foust. Dois jogadores, Ken Murray e Arnie Risen, foram nomeados como suplentes. Os suplentes seriam convidados para a equipe se algum dos vinte jogadores selecionados não participasse do jogo. Os titulares foram escolhidos pelo treinador principal de cada equipe.

Os treinadores do All-Star Game foram os treinadores que treinaram as equipes com a melhor porcentagem de vitórias em sua divisão até 18 de fevereiro, duas semanas antes do All-Star Game. O treinador da Equipe Oeste foi o técnico do Minneapolis Lakers, John Kundla e o treinador da Equipe Oeste foi o técnico do New York Knickerbockers, Joe Lapchick..
| Pos.                                              | Jogador        | Time                    |
| Titulares                                         | Titulares      | Titulares               |
| ------------------------------------------------- | -------------- | ----------------------- |
| G                                                 | Bob Cousy      | Boston Celtics          |
| F/C                                               | Joe Fulks      | Philadelphia Warriors   |
| C/F                                               | Ed Macauley    | Boston Celtics          |
| G/F                                               | Andy Phillip   | Philadelphia Warriors   |
| F/C                                               | Dolph Schayes  | Syracuse Nationals      |
| Reservas                                          |                |                         |
| F/G                                               | Paul Arizin    | Philadelphia Warriors   |
| F                                                 | Vince Boryla   | New York Knickerbockers |
| F/C                                               | Harry Gallatin | New York Knickerbockers |
| G                                                 | Dick McGuire   | New York Knickerbockers |
| C/F                                               | Red Rocha      | Baltimore Bullets       |
| Alternativo                                       |                |                         |
| G/F                                               | Ken Murray     | Fort Wayne Pistons[a]   |
| Treinador: Joe Lapchick (New York Knickerbockers) |                |                         |

| Pos.                                       | Jogador         | Time                   |
| Titulares                                  | Titulares       | Titulares              |
| ------------------------------------------ | --------------- | ---------------------- |
| G                                          | Ralph Beard     | Indianapolis Olympians |
| G/F                                        | Bob Davies      | Rochester Royals       |
| C                                          | Alex Groza      | Indianapolis Olympians |
| C                                          | George Mikan    | Minneapolis Lakers     |
| F/C                                        | Jim Pollard     | Minneapolis Lakers     |
| Reservas                                   |                 |                        |
| G                                          | Frank Brian     | Tri-Cities Blackhawks  |
| F/G                                        | Dwight Eddleman | Tri-Cities Blackhawks  |
| F/C                                        | Larry Foust     | Fort Wayne Pistons     |
| F/C                                        | Vern Mikkelsen  | Minneapolis Lakers     |
| F                                          | Fred Schaus     | Fort Wayne Pistons     |
| Alternativo                                |                 |                        |
| C/F                                        | Arnie Risen     | Rochester Royals       |
| Treinador:John Kundla (Minneapolis Lakers) |                 |                        |

Nota
a Ken Murray era membro do Baltimore Bullets da Conferência Leste quando a equipe foi anunciada. Ele foi vendido ao Fort Wayne Pistons da Conferência Oeste em 15 de fevereiro.

## Jogo

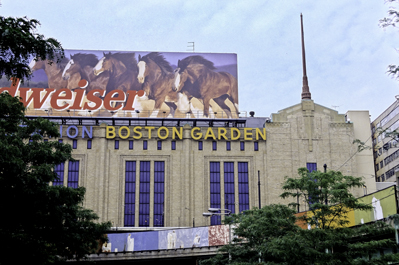
O Boston Garden recebeu o All-Star Game inaugural.

A equipe da Conferência Leste derrotou a Conferência Oeste por 111–94. Ed Macauley, do Boston Celtics, marcou 20 pontos e defendeu com sucesso o astro do Minneapolis Lakers, George Mikan, a apenas 12 pontos. Macauley foi nomeado como o primeiro MVP do All-Star Game. No entanto, ele foi homenageado dois anos depois, durante o All-Star Game de 1953, quando a liga decidiu designar um MVP para o jogo de cada ano.
| 2 de março de 1951 |                                                    | Conferência Leste 111, Conferência Oeste 94 | Conferência Leste 111, Conferência Oeste 94          | Conferência Leste 111, Conferência Oeste 94 |  | Boston Garden, Boston Público: 10,094 Árbitros: - Pat Kennedy - Charley Eckman |  |
| 2 de março de 1951 | Placar por quarto: 31–22, 22–20, 30–22, 28–30      |                                             |                                                      |                                             |  | Boston Garden, Boston Público: 10,094 Árbitros: - Pat Kennedy - Charley Eckman |  |
| 2 de março de 1951 | Pts: Macauley 20 Rbts: Schayes 14 Asts: McGuire 10 |                                             | Pts: Groza 17 Rbts: Groza 13 Asts: Davies, Pollard 5 |                                             |  | Boston Garden, Boston Público: 10,094 Árbitros: - Pat Kennedy - Charley Eckman |  |